# Lista odcinków serialu Max i Shred
W artykule znajduje się lista odcinków serialu Max i Shred, który emitowany jest w USA od 6 października 2014 roku na amerykańskim Nickelodeon, a dzień później 7 października na kanadyjskim kanale YTV. W Polsce serial był emitowany od 1 lutego 2015 roku na kanale Nickelodeon Polska.

## Serie
| Seria | Odcinki | Premiera serii      | Finał serii   | Premiera serii      | Finał serii    | Premiera serii  | Finał serii      |
| ----- | ------- | ------------------- | ------------- | ------------------- | -------------- | --------------- | ---------------- |
| 1     | 26      | 6 października 2014 | 11 lipca 2015 | 7 października 2014 | 14 lipca 2015  | 1 lutego 2015   | 7 stycznia 2016  |
| 2     | 13      | 21 marca 2016       | 31 marca 2016 | 14 marca 2016       | 6 czerwca 2016 | 8 stycznia 2016 | 26 stycznia 2016 |

## Spis odcinków

### Seria 1: 2014–15
| #  | Tytuł                                                       | Premiera w USA i w Kanadzie                                   | Premiera w Polsce | Kod |
| -- | ----------------------------------------------------------- | ------------------------------------------------------------- | ----------------- | --- |
| 1  | Włosowy Switch 360’ The Big Hair Switch 360                 | 6 października 2014 (Nickelodeon) 7 października 2014 (YTV)   | 1 lutego 2015     | 101 |
| 2  | Potrójny zawrót miłosny The Lien Love Triangle              | 7 października 2014 (Nickelodeon) 21 października 2014 (YTV)  | 22 lutego 2015    | 104 |
| 3  | Pokojowa podmianka The 1080 Room Twist                      | 8 października 2014 (Nickelodeon) 14 października 2014 (YTV)  | 8 lutego 2015     | 102 |
| 4  | Odwieczni wrogowie The Nosebonk Nemesis                     | 9 października 2014 (Nickelodeon) 4 listopada 2014 (YTV)      | 15 marca 2015     | 107 |
| 5  | Śnieżna godzina różności The Snow Day Variety Method        | 14 października 2014 (Nickelodeon) 25 listopada 2014 (YTV)    | 29 maja 2015      | 109 |
| 6  | Wślizg do klubu The Frontside Hero Slide                    | 15 października 2014 (Nickelodeon) 28 października 2014 (YTV) | 8 marca 2015      | 106 |
| 7  | Aukcyjny zjazd The Blunt Stall Auction Flail                | 16 października 2014 (Nickelodeon) 18 listopada 2014 (YTV)    | 15 lutego 2015    | 103 |
| 8  | Laptopowa spalenizna The Alt-Ctrl-Shifty Laptop Burn        | 20 października 2014 (Nickelodeon) 9 grudnia 2014 (YTV)       | 1 czerwca 2015    | 110 |
| 9  | Dziecko robot i niańki The Half-Cab Robot Baby Bonk         | 21 października 2014 (Nickelodeon) 13 stycznia 2015 (YTV)     | 2 czerwca 2015    | 111 |
| 10 | Rybny wyskok The Stalefish Double Flip                      | 22 października 2014 (Nickelodeon) 6 stycznia 2015 (YTV)      | 3 czerwca 2015    | 112 |
| 11 | Urodzinowy wyskok The Switch Shifty Birthday Party          | 3 listopada 2014 (Nickelodeon) 11 listopada 2014 (YTV)        | 1 marca 2015      | 105 |
| 12 | Mrożonka The Nose Butter Brain Freeze                       | 4 listopada 2014 (Nickelodeon) 2 grudnia 2014 (YTV)           | 22 marca 2015     | 108 |
| 13 | Mistrzowski problem z Chong The Academic Bowl Chong Problem | 5 listopada 2014 (Nickelodeon) 20 stycznia 2015 (YTV)         | 4 kwietnia 2015   | 113 |
| 14 | Wykręcona wymiana obowiązków The Switch Jolly Mambo Varial  | 17 listopada 2014 (Nickelodeon) 17 marca 2015 (YTV)           | 18 maja 2015      | 114 |
| 15 | Yeti i totalna metamorfoza The Yeti Misty Flip Makeover     | 18 listopada 2014 (Nickelodeon) 24 marca 2015 (YTV)           | 19 maja 2015      | 115 |
| 16 | Ściemniona autobiografia The Air-to-Fakie Authobiography    | 19 listopada 2014 (Nickelodeon) 31 marca 2015 (YTV)           | 20 maja 2015      | 116 |
| 17 | Zastępowa katastrofa The Blindside Scoutmaster Disaster     | 5 stycznia 2015 (Nickelodeon) 2 czerwca 2015 (YTV)            | 27 maja 2015      | 121 |
| 18 | Zawieszony żartofest The Joey Huckfest Prankpipe            | 6 stycznia 2015 (Nickelodeon) 7 kwietnia 2015 (YTV)           | 21 maja 2015      | 117 |
| 19 | Pasmo nieszczęść The Buttery Bad Luck Streak                | 7 stycznia 2015 (Nickelodeon) 14 kwietnia 2015 (YTV)          | 22 maja 2015      | 118 |
| 20 | Urodzinowy zjazd The Backside Family Eggflip                | 12 stycznia 2015 (Nickelodeon) 28 kwietnia 2015 (YTV)         | 26 maja 2015      | 120 |
| 21 | Bioniczna akcja przy stole Boardercross Bionic Boost        | 13 stycznia 2015 (Nickelodeon) 9 czerwca 2015 (YTV)           | 28 maja 2015      | 122 |
| 22 | The Goofy Tamedog Air                                       | 14 stycznia 2015 (Nickelodeon) 16 czerwca 2015 (YTV)          | 4 stycznia 2016   | 123 |
| 23 | Chory dzień The Chill Bro Lipslide                          | 15 stycznia 2015 (Nickelodeon) 21 kwietnia 2015 (YTV)         | 25 maja 2015      | 119 |
| 24 | The Switch Inward Love Flip                                 | 16 stycznia 2015 (Nickelodeon) 23 czerwca 2015 (YTV)          | 5 stycznia 2016   | 124 |
| 25 | The Slopestyle Syrup Slob                                   | 27 czerwca 2015 (Nickelodeon) 7 lipca 2015 (YTV)              | 6 stycznia 2016   | 125 |
| 26 | The Perfect Layback Life                                    | 11 lipca 2015 (Nickelodeon) 14 lipca 2015 (YTV)               | 7 stycznia 2016   | 126 |

### Seria 2: 2016
Dnia 25 lutego 2015 zostało ogłoszone, że powstanie drugi sezon serialu.
| #  | Tytuł                              | Premiera w USA i w Kanadzie                      | Premiera w Polsce | Kod |
| -- | ---------------------------------- | ------------------------------------------------ | ----------------- | --- |
| 27 | The Shifty Girlfriend 360          | 21 marca 2016 (Nicktoons) 21 marca 2016 (YTV)    | 11 stycznia 2016  | 202 |
| 28 | The Ghostly Grommet Bust           | 22 marca 2016 (Nicktoons) 11 kwietnia 2016 (YTV) | 14 stycznia 2016  | 205 |
| 29 | The Freeriding Family Mashup       | 23 marca 2016 (Nicktoons) 18 kwietnia 2016 (YTV) | 15 stycznia 2016  | 206 |
| 30 | The Duckfooted Dreadful Date       | 24 marca 2016 (Nicktoons) 25 kwietnia 2016 (YTV) | 18 stycznia 2016  | 207 |
| 31 | The Rock and Roll Rodeo 540        | 28 marca 2016 (Nicktoons) 2 maja 2016 (YTV)      | 19 stycznia 2016  | 208 |
| 32 | The McTwisted Memory Making        | 29 marca 2016 (Nicktoons) 14 marca 2016 (YTV)    | 8 stycznia 2016   | 201 |
| 33 | The Inverted Life Coach Layout     | 30 marca 2016 (Nicktoons) 28 marca 2016 (YTV)    | 12 stycznia 2016  | 203 |
| 34 | The Spaghetti Air Science Fair     | 31 marca 2016 (Nicktoons) 9 maja 2016 (YTV)      | 20 stycznia 2016  | 209 |
| 35 | The Tail Grab Reality Run          | 4 kwietnia 2016 (YTV)                            | 13 stycznia 2016  | 204 |
| 36 | The Max Air Maxcot Method          | 16 maja 2016 (YTV)                               | 21 stycznia 2016  | 210 |
| 37 | The Big Dance Hand Plant 360       | 23 maja 2016 (YTV)                               | 22 stycznia 2016  | 211 |
| 38 | The Crossbone Method College Caper | 30 maja 2016 (YTV)                               | 25 stycznia 2016  | 212 |
| 39 | The Kickin’ Chicken Banana Stack   | 6 czerwca 2016 (YTV)                             | 26 stycznia 2016  | 213 |